# Football League One 2009-2010
La Football League One 2009-2010, conosciuta anche con il nome di Coca-Cola League One per motivi di sponsorizzazione, è stato l'83º campionato inglese di calcio di terza divisione, nonché il 6º con la denominazione di League One.

## Squadre partecipanti
| Squadra                | Città               | Stadio                       | Stagione precedente                                   |
| ---------------------- | ------------------- | ---------------------------- | ----------------------------------------------------- |
| Brentford              | Londra (Hounslow)   | Griffin Park                 | 1º posto in Football League Two, promosso             |
| Brighton & Hove Albion | Brighton            | Withdean Stadium             | 16º posto in Football League One                      |
| Bristol Rovers         | Bristol             | Memorial Stadium             | 11º posto in Football League One                      |
| Carlisle United        | Carlisle            | Brunton Park                 | 20º posto in Football League One                      |
| Charlton Athletic      | Londra (Charlton)   | The Valley                   | 24º posto in Football League Championship, retrocesso |
| Colchester United      | Colchester          | Colchester Community Stadium | 12º posto in Football League One                      |
| Exeter City            | Exeter              | St James Park                | 2º posto in Football League Two, promosso             |
| Gillingham             | Gillingham          | Priestfield Stadium          | 5º posto in Football League Two, promosso             |
| Hartlepool United      | Hartlepool          | Victoria Park                | 19º posto in Football League One                      |
| Huddersfield Town      | Huddersfield        | Galpharm Stadium             | 9º posto in Football League One                       |
| Leeds United           | Leeds               | Elland Road                  | 4º posto in Football League One                       |
| Leyton Orient          | Londra (Leyton)     | Brisbane Road                | 14º posto in Football League One                      |
| Millwall               | Londra (Bermondsey) | The New Den                  | 5º posto in Football League One                       |
| Milton Keynes Dons     | Milton Keynes       | Stadium:mk                   | 3º posto in Football League One                       |
| Norwich City           | Norwich             | Carrow Road                  | 22º posto in Football League Championship, retrocesso |
| Oldham Athletic        | Oldham              | Boundary Park                | 10º posto in Football League One                      |
| Southampton            | Southampton         | St. Mary's Stadium           | 23º posto in Football League Championship, retrocesso |
| Southend United        | Southend-on-Sea     | Roots Hall                   | 8º posto in Football League One                       |
| Stockport County       | Stockport           | Edgeley Park                 | 18º posto in Football League One                      |
| Swindon Town           | Swindon             | County Ground                | 15º posto in Football League One                      |
| Tranmere Rovers        | Birkenhead          | Prenton Park                 | 7º posto in Football League One                       |
| Walsall                | Walsall             | Bescot Stadium               | 13º posto in Football League One                      |
| Wycombe Wanderers      | High Wycombe        | Adams Park                   | 3º posto in Football League Two, promosso             |
| Yeovil Town            | Yeovil              | Huish Park                   | 17º posto in Football League One                      |

## Allenatori e primatisti
| Squadra                | Manager                                                             | Calciatore più presente (tra parentesi il numero delle presenze) | Cannoniere (tra parentesi il numero dei gol) |
| ---------------------- | ------------------------------------------------------------------- | ---------------------------------------------------------------- | -------------------------------------------- |
| Brentford              | Andy Scott                                                          | Kevin O'Connor, Sam Wood (43)                                    | Charlie MacDonald (15)                       |
| Brighton & Hove Albion | Russel Slade (1ª-15ª) Gustavo Poyet (16ª-46ª)                       | Andrew Crofts, Tommy Elphick (44)                                | Nicky Forster (13)                           |
| Bristol Rovers         | Paul Trollope                                                       | Stuart Campbell (46)                                             | Jo Koffour (14)                              |
| Carlisle United        | Greg Abbott                                                         | Ian Harte (45)                                                   | Ian Harte (16)                               |
| Charlton Athletic      | Phil Parkinson                                                      | Nicky Bailey, Christian Dailly (44)                              | Deon Burton (13)                             |
| Colchester United      | Paul Lambert (1ª-2ª) Joe Dunne (3ª-5ª) Aidy Boothroyd (6ª-46ª)      | Ben Williams (46)                                                | Kevin Lisbie (13)                            |
| Exeter City            | Paul Tisdale                                                        | Matt Taylor (46)                                                 | Ryan Harley (10)                             |
| Gillingham             | Mark Stimson                                                        | Andy Barcham, Simeon Jackson (42)                                | Simeon Jackson (14)                          |
| Hartlepool United      | Chris Turner                                                        | Scott Flinders (46)                                              | Andy Monkhouse (11)                          |
| Huddersfield Town      | Lee Clark                                                           | Peter Clarke, Alex Smithies (46)                                 | Jordan Rhodes (19)                           |
| Leeds United           | Simon Grayson                                                       | Jonny Howson (45)                                                | Jermaine Beckford (25)                       |
| Leyton Orient          | Geraint Williams (1ª-39ª) Kevin Nugent (40ª) Russel Slade (41ª-46ª) | Tamika Mkandawire (43)                                           | Scott McGleish (12)                          |
| Millwall               | Kenny Jackett                                                       | David Forde (46)                                                 | Steve Morison (20)                           |
| Milton Keynes Dons     | Paul Ince                                                           | Willy Guèret (43)                                                | Jermaine Easter (14)                         |
| Norwich City           | Bryan Gunn (1ª) Ian Butterworth (2ª-3ª) Paul Lambert (4ª-46ª)       | Simon Lappin (44)                                                | Grant Holt (24)                              |
| Oldham Athletic        | David Penney                                                        | Sean Gregan (46)                                                 | Pawel Abbot (13)                             |
| Southampton            | Alan Pardew                                                         | Rickie Lambert (45)                                              | Rickie Lambert (29)                          |
| Southend United        | Steve Tilson                                                        | Simon Francis (45)                                               | Lee Barnard (15)                             |
| Stockport County       | Gary Ablett                                                         | Owain Fôn Williams (44)                                          | Carl Baker (9)                               |
| Swindon Town           | Danny Wilson                                                        | Jon-Paul McGovern (45)                                           | Billy Paynter (26)                           |
| Tranmere Rovers        | John Barnes                                                         | John Welsh, Ian Goodison (45)                                    | Ian Thomas-Moore (13)                        |
| Walsall                | Chris Hutchings                                                     | Troy Deeney (42)                                                 | Troy Deeney (14)                             |
| Wycombe Wanderers      | Peter John Taylor (1ª-11ª) Gary Waddock (12ª-46ª)                   | Craig Woodman (44)                                               | Matt Harrold (8)                             |
| Yeovil Town            | Terry Skiverton                                                     | Steven Caulker, Alex McCarthy (44)                               | Dean Bowditch (10)                           |

## Classifica finale
|  | Pos. | Squadra             | Pt | G  | V  | N  | P  | GF | GS | DR  |
|  | ---- | ------------------- | -- | -- | -- | -- | -- | -- | -- | --- |
|  | 1.   | Norwich City        | 95 | 46 | 29 | 8  | 9  | 89 | 47 | +42 |
|  | 2.   | Leeds Utd           | 86 | 46 | 25 | 11 | 10 | 77 | 44 | +33 |
|  | 3.   | Millwall            | 85 | 46 | 24 | 13 | 9  | 76 | 44 | +32 |
|  | 4.   | Charlton            | 84 | 46 | 23 | 15 | 8  | 73 | 57 | +16 |
|  | 5.   | Swindon Town        | 82 | 46 | 22 | 16 | 8  | 71 | 48 | +23 |
|  | 6.   | Huddersfield Town   | 80 | 46 | 23 | 11 | 12 | 82 | 56 | +26 |
|  | 7.   | Southampton (-10)   | 73 | 46 | 23 | 14 | 9  | 85 | 47 | +38 |
|  | 8.   | Colchester Utd      | 72 | 46 | 20 | 12 | 14 | 64 | 52 | +12 |
|  | 9.   | Brentford           | 62 | 46 | 14 | 20 | 12 | 55 | 52 | +3  |
|  | 10.  | Walsall             | 62 | 46 | 16 | 14 | 16 | 60 | 63 | -3  |
|  | 11.  | Bristol Rovers      | 62 | 46 | 19 | 5  | 22 | 59 | 70 | -11 |
|  | 12.  | MK Dons             | 60 | 46 | 17 | 9  | 20 | 60 | 68 | -8  |
|  | 13.  | Brighton            | 59 | 46 | 15 | 14 | 17 | 56 | 60 | -4  |
|  | 14.  | Carlisle Utd        | 58 | 46 | 15 | 13 | 18 | 63 | 66 | -3  |
|  | 15.  | Yeovil Town         | 53 | 46 | 13 | 14 | 19 | 55 | 59 | -4  |
|  | 16.  | Oldham Athletic     | 52 | 46 | 13 | 13 | 20 | 39 | 57 | -18 |
|  | 17.  | Leyton Orient       | 51 | 46 | 13 | 12 | 21 | 53 | 63 | -10 |
|  | 18.  | Exeter City         | 51 | 46 | 11 | 18 | 17 | 48 | 60 | -12 |
|  | 19.  | Tranmere            | 51 | 46 | 14 | 9  | 23 | 45 | 72 | -27 |
|  | 20.  | Hartlepool Utd (-3) | 50 | 46 | 14 | 11 | 21 | 59 | 67 | -8  |
|  | 21.  | Gillingham          | 50 | 46 | 12 | 14 | 20 | 48 | 64 | -16 |
|  | 22.  | Wycombe             | 45 | 46 | 10 | 15 | 21 | 56 | 76 | -20 |
|  | 23.  | Southend Utd        | 43 | 46 | 10 | 13 | 23 | 51 | 72 | -21 |
|  | 24.  | Stockport County    | 25 | 46 | 5  | 10 | 31 | 35 | 95 | -60 |

Legenda:
      Promosso in Football League Championship 2010-2011.
  Ammesso ai play-off.
      Retrocesso in Football League Two 2010-2011.
Regolamento:
Tre punti a vittoria, uno a pareggio, zero a sconfitta.
In caso di arrivo di due o più squadre a pari punti, la graduatoria verrà stilata secondo i seguenti criteri:
- differenza reti
- maggior numero di gol segnati

Note:

Gillingham retrocesso in League Two per peggior differenza reti rispetto all'ex aequo Hartlepool United.
Il Southampton è stato sanzionato con 10 punti di penalizzazione per violazione delle norme in materia di insolvenza.
L'Hartlepool United è stato sanzionato con 3 punti di penalizzazione per aver utilizzato un calciatore squalificato.

## Spareggi

### Play-off

#### Tabellone
|  | Semifinali | Semifinali           | Semifinali | Semifinali | Semifinali |  |  | Finale       | Finale       | Finale |  |
|  |            |                      |            |            |            |  |  |              |              |        |  |
|  | 6          | Huddersfield Town    | 0          | 0          | 0          |  |  |              |              |        |  |
|  | 3          | Millwall             | 0          | 2          | 2          |  |  | Millwall     | Millwall     | 1      |  |
|  | 4          | Charlton             | 1          | 2          | 3          |  |  | Swindon Town | Swindon Town | 0      |  |
|  | 5          | Swindon T. (5-4 dcr) | 2          | 1          | 3          |  |  |              |              |        |  |

#### Semifinali
|                   | Risultati     |                   | Luogo e data                 |
| ----------------- | ------------- | ----------------- | ---------------------------- |
| Swindon Town      | 2-1           | Charlton Athletic | Swindon, 14 maggio 2010      |
| Charlton Athletic | 2-1 (4-5 dcr) | Swindon Town      | Londra, 17 maggio 2010       |
|                   |               |                   |                              |
| Huddersfield Town | 0-0           | Millwall          | Huddersfield, 15 maggio 2010 |
| Millwall          | 2-0           | Swindon Town      | Londra, 18 maggio 2010       |
|                   |               |                   |                              |

#### Finale
|          | Risultato |              | Luogo e data                     |
| -------- | --------- | ------------ | -------------------------------- |
| Millwall | 1-0       | Swindon Town | Londra (Wembley), 29 maggio 2010 |
|          |           |              |                                  |

## Classifica marcatori
| Gol | Rigori |  | Giocatore         | Squadra                               |
| --- | ------ |  | ----------------- | ------------------------------------- |
| 30  | 8      |  | Rickie Lambert    | Bristol Rovers (1), Southampton (29)  |
| 26  | 8      |  | Billy Paynter     | Swindon Town                          |
| 25  | 4      |  | Jermaine Beckford | Leeds United                          |
| 24  | 4      |  | Lee Barnard       | Southend United (15), Southampton (9) |
| 24  | 1      |  | Grant Holt        | Norwich City                          |
| 20  | 2      |  | Steve Morison     | Millwall                              |
| 19  |        |  | Charlie Austin    | Swindon Town                          |
| 19  |        |  | Jordan Rhodes     | Huddersfield Town                     |
| 16  |        |  | Chris Martin      | Norwich City                          |
| 16  | 6      |  | Ian Harte         | Carlisle United                       |